# Каде де Гассикур, Шарль Луи
Шарль Луи́ Каде́ де Гассику́р (фр. Charles Louis Cadet de Gassicourt; 23 января 1769 года, Париж — 21 ноября 1821 года, там же) — французский химик-фармацевт и литератор; его сын — химик-фармацевт Феликс Каде де Гассикур. Предположительно - незаконнорожденный сын короля Франции Людовика XV.

## Биография
В 1809 году состоял в качестве фармацевта при Наполеоне I в Австрии и получил дворянство, после Реставрации посвятил себя исключительно научным и литературным трудам.
Похоронен на кладбище Пер-Лашез (участок 70).

## Труды
- В 1809 году основал «Bulletin de pharmacie» (фр. Annales Pharmaceutiques Françaises), в сотрудничестве с Пармантье, Планшем, Буллэ, Буде и Детушем.

Поместил в этом журнале:
- - «Mémoire sur les tabacs et les sternutatoires en général»,
  - «Cochenille polonaise»,
  - «Analyse du lycopode».
- Опубликовал в «Journal pharm.»:
  - «Essai sur les végétaux astringents» (III, 100),
  - «Sur le guarana» (III, 259),
  - «Poivre d’Ethiopie» (V, 77).
- Составил «Dictionnaire de chimie» (1803).

Как беллетрист, оставил значительное количество комедий, стихотворений и т. п.
В сочинениях «Могила Жака де Моле» (Le Tombeau de Jacques de Molay, ou Histoire secrète des initiés anciens et modernes, templiers, francs-maçons, illuminés et recherche sur leur influence dans la Révolution française, Париж, 1797) и приложении к нему (Les Initiés, anciens et modernes : Suite du Tombeau de Jacques Molai, П., посмертное изд.) выдвинул тезис, что тайные общества, включая масонство, благоприятствовали свершению французской революции.

## В литературе
Является одним из прототипов барона Анкра в романе Б. Акунина «Квест».